# Rudava
Rudava je řeka ve slovenském Záhoří, levostranný přítok Moravy. Délka toku činí 45 kilometrů a plocha povodí měří 438,7 km². Je tokem III. řádu, průměrná lesnatost jejího povodí dosahuje až 60 % (borové lesy na vátých píscích).

## Pramen
Pramení v Lakšárské pahorkatině (podcelek Borské nížiny) pod vrchem Dubník, západně od obce Bílkove Humence, v nadmořské výšce okolo 238 m.

## Popis toku
Nejprve obtéká obec z jihu a teče na severovýchod, potom na východ, přibírá zleva menší potoky a dále protéká územím vojenského výcvikového prostoru (VVP) Záhorie. Obloukem se stáčí na jihozápad, opouští vojenský obvod Záhorie a teče po jeho východní hranici, na pravém břehu se odděluje koryto Staré Rudavy, které dále teče více méně rovnoběžně. Zleva potom přibírá Prievalský potok, Mäsiarsky potok, Hrudky, Smrekovec, Hraničný kanál, Trstienku, výraznějším obloukem se stáčí na západ a přibírá zleva Kráľov potok, zprava Starú Rudavu u hájovny Stará píla. Opět protéká územím vojenského obvodu Záhorie, zleva přibírá Rudavku, zprava Žliabok, u obce Studienka na krátkém úseku opouští území vojenského obvodu, vytváří meandry a po třetí vstupuje na území vojenského obvodu. Zde se od hlavního koryta odděluje pravobřežní Nový kanál, přičemž Rudava dále pokračuje velkým obloukem na jihozápad, definitivně opouští území vojenského obvodu, podtéká slovenskou dálnici D2, železniční trať a následně i státní silnici I/2 (u obce Veľké Leváre), spojuje se s Novým kanálem a teče dále na severozápad. U obce Malé Leváre se její koryto obrací na západ, přibírá pravostranný Lakšárský potok, křižuje Zohorský kanál a v oblasti Rudavného jezera se v nadmořské výšce 147 metrů nad mořem vlévá do Moravy (katastrální území obce Malé Leváre).

## Chráněné území
Většina toku a přilehlé krajiny je chráněna jako chráněný areál Rudava. Chráněné území leží v katastrálních územích obcí Prievaly a Plavecký Peter v okrese Senica v Trnavském kraji a obcí Plavecký Mikuláš, Studienka a ve Vojenském újezdu Záhorie v okrese Malacky v Bratislavském kraji. Území bylo vyhlášeno v roce 2010 a jeho rozloha je 1958,66 hektaru. Předmětem ochrany jsou biotopy: dubové lesy na spraši a písku, karpatské a panonské dubohabřiny, lužní lesy okolo nížinných řek s dubem, jilmem a jasanem, vrbou, topolem a olší, přechodná rašeliniště, vysokobylinná společenstva v říčních nivách, biotopy vodních toků a stojatých vod, vnitrozemské písečné duny a suchá vřesoviště.

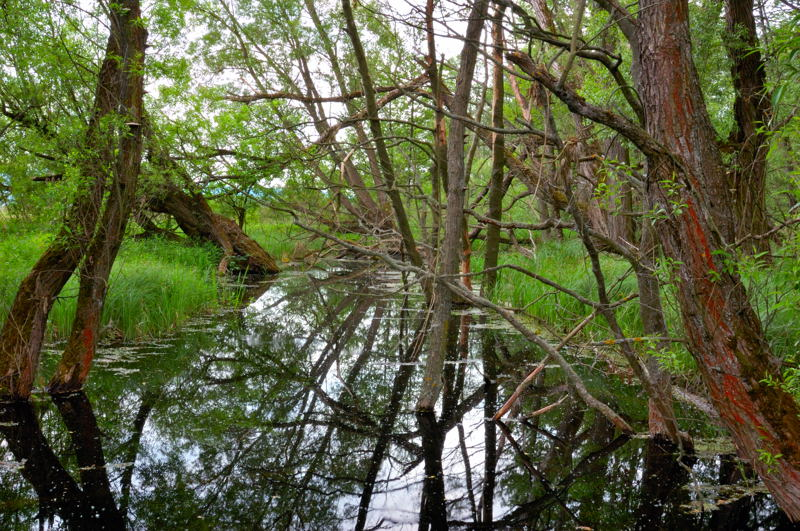
Mokřady podél Rudavy
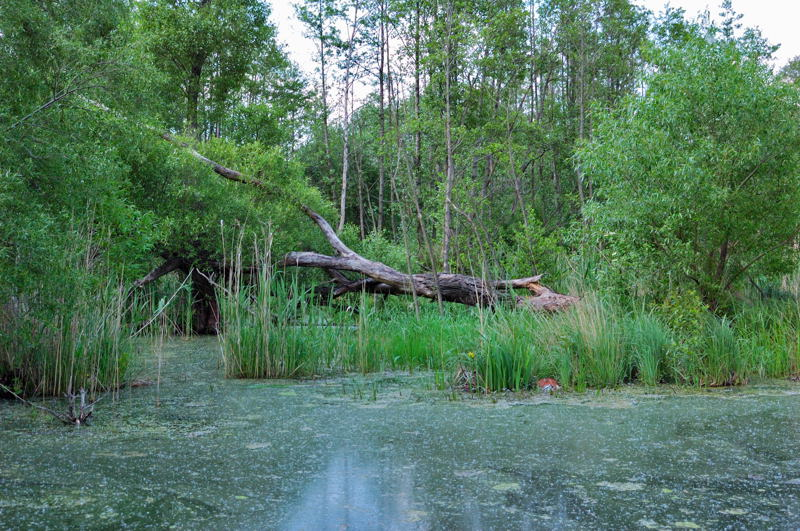
Mokřady podél Rudavy